# Bio-MEMS
Bio-MEMS je okrajšava za biomedicinske (ali biološke) mikroelektromehanske sisteme. Bio-MEMS se v veliki meri prekrivajo z laboratorijem na čipu (LOC) in mikrosistemi za celovito analizo (μTAS), ki se včasih obravnavajo kot sinonimi. Bio-MEMS je običajno bolj osredotočen na mehanske dele in tehnologije mikrotovarne, ki so primerni za biološke aplikacije. Po drugi strani se laboratorij na čipu ukvarja z miniaturizacijo in integracijo laboratorijskih procesov in poskusov v posamezne (pogosto mikrofluidne) čipe. V tej opredelitvi naprave laboratorij na čipu nimajo strogo bioloških aplikacij, čeprav jih večina ima ali jih je mogoče prilagoditi za biološke namene. Podobno tudi sistemi za mikroskupinsko analizo morda nimajo v mislih bioloških aplikacij in so običajno namenjeni kemijski analizi. Široka opredelitev bio-MEMS se lahko uporablja za znanost in tehnologijo delovanja na mikroravni za biološke in biomedicinske aplikacije, ki lahko vključujejo elektronske ali mehanske funkcije ali pa ne. Interdisciplinarna narava bio-MEMS združuje znanosti o materialih, klinične znanosti, medicino, kirurgijo, elektrotehniko, strojništvo, optično inženirstvo, kemijsko inženirstvo in biomedicinsko inženirstvo. Nekatere od njegovih glavnih aplikacij vključujejo genomiko, proteomiko, molekularno diagnostiko, diagnostiko na mestu oskrbe, tkivno inženirstvo, analizo posameznih celic in implantacijske mikroopreme.

## Zgodovina
Leta 1967 je S. B. Carter poročal o uporabi paladijevih otokov, uparjenih v senci, za pritrjevanje celic. Po tej prvi študiji bio-MEMS je bil nadaljnji razvoj na tem področju približno 20 let počasen. Leta 1985 je podjetje Unipath Inc. komercializiralo ClearBlue, test za ugotavljanje nosečnosti, ki se uporablja še danes in ga lahko štejemo za prvo mikrofluidno napravo, ki vsebuje papir, in prvi mikrofluidni izdelek na trgu. Leta 1990 sta Andreas Manz in H. Michael Widmer iz podjetja Ciba-Geigy (zdaj Novartis) v Švici v svojem temeljnem članku, v katerem sta predlagala uporabo miniaturnih sistemov za popolno kemijsko analizo za zaznavanje kemikalij, prvič uporabila izraz mikro sistem za popolno analizo (μTAS). Za konceptom μTAS so bili trije glavni motivacijski dejavniki. Prvič, odkrivanje zdravil je bilo v zadnjih desetletjih do devetdesetih let dvajsetega stoletja omejeno zaradi časa in stroškov vzporednega izvajanja številnih kromatografskih analiz na makroskopski opremi. Drugič, projekt Human Genome Project (HGP), ki se je začel oktobra 1990, je ustvaril povpraševanje po izboljšavah zmogljivosti sekvenciranja DNK. Kapilarna elektroforeza je tako postala središče pozornosti za kemijsko ločevanje in ločevanje DNK. Tretjič, DARPA ameriškega obrambnega ministrstva je v devetdesetih letih dvajsetega stoletja podprla vrsto mikrofluidnih raziskovalnih programov, potem ko je ugotovila, da je treba razviti mikrosisteme za odkrivanje kemičnih in bioloških dejavnikov, ki so potencialna vojaška in teroristična grožnja, ki jih je mogoče namestiti na terenu. Raziskovalci so začeli uporabljati fotolitografsko opremo za mikrofabrikacijo mikroeletromehanskih sistemov (MEMS), ki so jo podedovali od industrije mikroelektronike. Takrat je bila uporaba MEMS v biologiji omejena, saj je bila ta tehnologija optimizirana za silicijeve ali steklene plošče in je uporabljala fotoreziste na osnovi topil, ki niso bili združljivi z biološkim materialom. Leta 1993 je George M. Whitesides, kemik s Harvarda, uvedel cenovno ugodno mikrofabrikacijo na osnovi PDMS, kar je povzročilo revolucijo na področju bio-MEMS. Od takrat se je področje bio-MEMS razmahnilo. Izbrani glavni tehnični dosežki med razvojem bio-MEMS v devetdesetih letih dvajsetega stoletja vključujejo:
- Leta 1991 je bil razvit prvi oligonukleotidni čip
- leta 1998 so bile razvite prve trdne mikroigle za dostavo zdravil
- leta 1998 je bil razvit prvi čip za verižno reakcijo polimeraze z neprekinjenim tokom
- leta 1999 je bil prvič predstavljen heterogeni laminarni tok za selektivno obdelavo celic v mikrokanalih

Danes so hidrogeli, kot je agaroza, biokompatibilni fotorezisti in samosestavljanje, ključna področja raziskav pri izboljšanju bio-MEMS kot nadomestki ali dopolnila PDMS.

## Pristopi

### Materiali

#### Silicij in steklo
Konvencionalne tehnike mikroobdelave, kot so mokro jedkanje, suho jedkanje, globoko reaktivno ionsko jedkanje, razprševanje, anodno lepljenje in fuzijsko lepljenje, so se v bio-MEMS uporabljale za izdelavo pretočnih kanalov, pretočnih senzorjev, kemičnih detektorjev, ločilnih kapilar, mešalnikov, filtrov, črpalk in ventilov. Vendar pa uporaba naprav na osnovi silicija v biomedicinskih aplikacijah vsebuje nekatere pomanjkljivosti, kot sta visoka cena in biološka nezdružljivost. Zaradi tega, ker se uporabljajo samo za enkratno uporabo, so večje od svojih kolegov iz MEMS in zahtevajo čiste prostore, so visoki stroški materiala in obdelave bio-MEMS na osnovi silicija ekonomsko manj privlačni. In vivo lahko bio-MEMS na osnovi silicija zlahka funkcionaliziramo, da zmanjšamo adsorpcijo beljakovin, vendar krhkost silicija ostaja glavna težava.

#### Plastika in polimeri
Uporaba plastike in polimerov v bio-MEMS je privlačna, ker jih je mogoče enostavno izdelati, ker so združljivi z metodami mikroobdelave in hitre izdelave prototipov ter imajo nizke stroške. Številni polimeri so tudi optično prozorni in jih je mogoče vključiti v sisteme, ki uporabljajo tehnike optičnega zaznavanja, kot so fluorescenca, UV/Vis absorpcija ali Ramanova metoda. Poleg tega so številni polimeri biološko združljivi, kemično inertni za topila in električno izolirani za aplikacije, kjer so potrebna močna električna polja, kot je elektroforetično ločevanje. Površinsko kemijo polimerov je mogoče tudi spremeniti za posebne aplikacije. Zlasti površino PDMS lahko ionsko obsevamo z elementi, kot so magnezij, tantal in železo, da zmanjšamo hidrofobnost površine in tako omogočimo boljši oprijem celic pri uporabi "in vivo". Najpogostejši polimeri, ki se uporabljajo v bio-MEMS, so PMMA, PDMS, OSTEmer in SU-8.

#### Biološki materiali
- A) Mikrotisk fibronektina na stekleni površini PNIPAM.
- B) in C) Posamezni fibroblasti so prostorsko omejeni na geometrijo mikrotablice fibronektina.
- Manipulacija in vzorčenje bioloških materialov, kot so beljakovine, celice in tkiva, na mikroravni se uporabljata pri razvoju celičnih matric, mikromrež, tkivnega inženirstva, ki temelji na mikrofabrikaciji, in umetnih organov. * Biološko mikrooblikovanje se lahko uporablja za visoko zmogljivo analizo posameznih celic, natančen nadzor celičnega mikrookolja in nadzorovano vključevanje celic v ustrezne večcelične arhitekture, da se posnemajo pogoji in vivo. Fotolitografija, mikrokontaktno tiskanje, selektivna mikrofluidna dostava in samosestavljeni monosloji so nekatere metode, ki se uporabljajo za vzorčenje bioloških molekul na površinah. Mikrooblikovanje celic lahko izvedemo z mikrokontaktnim vzorčenjem proteinov zunajceličnega matriksa, celično elektroforezo, optično pinceto, dielektroforezo in elektrokemično aktivnimi površinami.

#### Papir
Papirna mikrofluidika (včasih imenovana tudi laboratorij na papirju) je uporaba papirnatih podlag pri mikrooblikovanju za manipulacijo pretoka tekočin za različne aplikacije. Papirna mikrofluidika se uporablja pri elektroforezi na papirju in imunoanalizah, med katerimi je najbolj znan komercializiran test nosečnosti ClearBlue. Prednosti uporabe papirja za mikrofluidiko in elektroforezo v bio-MEMS so nizka cena, biološka razgradljivost in naravno odvajanje. Velika pomanjkljivost mikrofluidike na osnovi papirja je odvisnost stopnje brisanja od okoljskih pogojev, kot sta temperatura in relativna vlažnost. Analitične naprave na osnovi papirja so še posebej privlačne za diagnostiko na mestu oskrbe v državah v razvoju zaradi nizkih stroškov materiala in poudarka na kolorimetričnih analizah, ki zdravstvenim delavcem omogočajo enostavno razlago rezultatov z očmi. V primerjavi s tradicionalnimi mikrofluidnimi kanali so papirnati mikrokanali dostopni za vnos vzorcev (zlasti forenzičnih vzorcev, kot so telesne tekočine in zemlja), prav tako pa so njegove naravne filtrirne lastnosti, ki izključujejo ostanke celic, umazanijo in druge nečistoče v vzorcih. Replike na papirju so pokazale enako učinkovitost pri izvajanju običajnih mikrofluidnih operacij, kot so hidrodinamično fokusiranje, ekstrakcija molekul na podlagi velikosti, mikromešanje in redčenje; običajne 96- in 384-delčne mikroplošče za avtomatizirano obdelavo in analizo tekočin so bile reproducirane s fotolitografijo na papir, da bi dosegli tanjši profil in nižje stroške materiala ter hkrati ohranili združljivost z običajnimi čitalniki mikroplošč. Tehnike za mikropatterizacijo papirja vključujejo fotolitografijo, lasersko rezanje, brizgalni tisk, plazemsko obdelavo in patterniranje z voskom.